# HD 20782
HD 20782 è una stella di 7ª magnitudine distante circa 116 anni luce dalla Terra, situata nella costellazione della Fornace. Fa parte di un sistema binario largo assieme a HD 20781; entrambe le stelle, nane gialle di tipo solare, ospitano un sistema planetario. Questo è il primo caso noto di sistemi planetari intorno ad entrambe le stelle di un sistema binario. Ha una grande separazione angolare dalla compagna, di 252 secondi d'arco, che corrispondono a 9080 UA alla distanza in cui si trovano le stelle. HD 20782 ha un'età stimata di 7,1 ± 4 miliardi di anni e una massa simile a quella del nostro Sole.
Un pianeta extrasolare con orbita estremamente eccentrica è stato annunciato intorno a HD 20782 nel 2006. Nel 2009 i parametri della sua orbita sono stati ridotti, ma in ogni caso l'eccentricità è la più alta tra tutti i pianeti extrasolari conosciuti.
E nel 2011 sono stati scoperti anche due pianeti di massa nettuniana attorno alla secondaria, HD 20781.

## Caratteristiche fisiche
HD 20782 è una nana gialla con caratteristiche molto simili a quelle del Sole: ha la stessa massa, pare un po' più vecchia, anche se il margine d'errore è piuttosto alto, ha quasi la stessa metallicità, cioè una uguale presenza di elementi più pesanti dell'elio, e anche la temperatura superficiale è circa la stessa. L'Enciclopedia dei Pianeti Extrasolari indica una temperatura di 5578 K, e si riferisce allo studio del 2006 di Jones et al.; tuttavia studi successivi hanno suggerito una temperatura più alta, in linea con la classe spettrale della stella, G1,5V o G2V a seconda delle fonti, cioè la stessa del Sole. Gonzalez et al. nel 2010 e Dodson-Robinson et al. nel 2011 indicano infatti una temperatura di 5760 K circa, mentre Tsantaki nel 2013, stima la temperatura di HD 20782 in 5770 K, in pratica la stessa del Sole (5777 K). In definitiva, HD 20782 sarebbe una perfetta gemella del Sole, se fosse una stella singola.

## Sistema planetario
Il pianeta scoperto è un gigante gassoso con una massa quasi doppia rispetto a quella di Giove e avente un periodo orbitale di 591 giorni. Ha un'eccentricità orbitale molto elevata (e=0,97) ed è stato scoperto con il metodo della velocità radiale.

### Prospetto
Segue un prospetto con i principali dati del pianeta orbitante
| Pianeta | Massa        | Periodo orb.       | Sem. maggiore | Eccentricità | Scoperta |
| ------- | ------------ | ------------------ | ------------- | ------------ | -------- |
| b       | 1,9 ± 0,5 MJ | 591,9 ± 2,8 giorni | 1,38 UA       | 0,97         | 2006     |